# ݭ
ݭ حرف من الحروف الإضافية في الأبجدية العربية. يضاف هذا الحرف إلى الأبجدية العربية لترجمة بعض الأحرف الأجنبية ترجمة صوتية. يستخدم هذا الحرف في اللغة الكالامية ليمثل احتكاكًا انعكاسيًا لا صوت له، وفي اللغة الأورمورية ليمثل احتكاكًا حنكيًا هوائيًا لا صوت له.

## الكتابة
| الموقع من الكلمة: | معزول | بدائي | وسطي | نهائي |
| ----------------- | ----- | ----- | ---- | ----- |
| شكل الحرف:        | ݭ     | ݭـ    | ـݭـ  | ـݭ    |